# 西河镇 (韶关市)
西河镇，是中华人民共和国广东省韶关市武江区下辖的一个乡镇级行政单位。

## 行政区划
西河镇下辖以下地区：
大村、村头村、塘湾村、下坑村、马屋村、田心村、山蕉村、什石元村、黄塱村、糖寮村、红星村、前进村、向阳村和朝阳村。